# Felipe Segura
Felipe Segura (1926 - Ciudad de México, México, 27 de mayo de 2004) fue un bailarín, coreógrafo, investigador y divulgador mexicano. Considerado una figura central en el desarrollo de la danza de México en el siglo XX, fue primer bailarín del Ballet Concierto de México, del cual también fue posteriormente su director. También dirigió el Ballet Folclórico de México, el Ballet Clásico de México y la Compañía Nacional de Danza.

## Biografía
Segura hizo estudios en la Escuela Nacional de Danza con Gloria Campobello. Posteriormente viajó a New York para estudiar en la Ballet Arts School del Carnegie May y se formó con Olga Preobrazhénskaya y Alexander Volinine en París. Instituyó la medalla Una vida en la danza, la cual reconoció a más de 300 artistas y personas relacionadas con la danza. A partir de 1983 formó parte del Centro Nacional de Investigación, Documentación e Información de la Danza José Limón del Instituto Nacional de Bellas Artes como investigador, en donde escribió diversos ensayos y libros.

## Obras
- 1991 - Gloria Campobello: la primera ballerina de México (INBA)

- 1995 - Sergio Franco: México en el ritmo del universo (INBA)

- 1998 - Nelsy Dambre: un ballet para México (INBA)

## Premios y reconocimientos
- 1972 - Medalla de Oro del Festival Mundial de Folclor en Guadalajara
- 1982 - Medalla de oro por la Presidencia de la República de México
- 1999 - Premio Guillermina Bravo[2]
- 1999 - Medalla de Oro Conmemorativa por 50 años de carrera artística, INBA[2]